# Regeringen François Fillon I
Regeringen François Fillon I (UMP, NC-regeringen) var Frankrigs regering fra 17. maj 2007 til 18. juni 2007.

## Regeringen

### Ministre
|  | Portefølje                                                      |  | Minister                  | Parti |
|  | --------------------------------------------------------------- |  | ------------------------- | ----- |
|  | Premierminister                                                 |  | François Fillon           | UMP   |
|  | Udenrigsminister                                                |  | Bernard Kouchner          | ex-PS |
|  | Forsvarsminister                                                |  | Hervé Morin               | NC    |
|  | Indenrigsminister                                               |  | Michèle Alliot-Marie      | UMP   |
|  | Minister for indvandring og national identitet                  |  | Brice Hortefeux           | UMP   |
|  | Økonomi-, arbejde-og industriminister                           |  | Jean-Louis Borloo         | UMP   |
|  | Budget- og offentlig serviceminister                            |  | Éric Woerth               | UMP   |
|  | Undervisnings-, ungdoms- og foreningsminister                   |  | Xavier Darcos             | UMP   |
|  | Minister for landbrug, fødevarer, fiskeri og landdistrikter     |  | Christine Lagarde         | UMP   |
|  | Minister for økologi, bæredygtig udvikling, transport og energi |  | Alain Juppé               | UMP   |
|  | Kulturminister                                                  |  | Christine Albanel         | UMP   |
|  | Minister for sundhed, ungdom og sport                           |  | Roselyne Bachelot-Narquin | UMP   |
|  | Minister for indvandring og national identitet                  |  | Éric Besson               | UMP   |
|  | Minister for forskning og videregående uddannelser              |  | Valérie Pécresse          | UMP   |
|  | Minister for by og boliger                                      |  | Christine Boutin          | UMP   |
|  | Justitsminister                                                 |  | Rachida Dati              | UMP   |

### Statssekræter
|  | Portefølje                                   | Statssekræter       | Parti |
|  | -------------------------------------------- | ------------------- | ----- |
|  | Europastatssekræter                          | Jean-Pierre Jouyet  |       |
|  | Statssekræter for relationer med parlamentet | Roger Karoutchi     | UMP   |
|  | Statssekræter for prospektiv                 | Éric Besson         | UMP   |
|  | Statssekræter for transport                  | Dominique Bussereau | UMP   |